# Новоширокинський
Новоширо́кинський (рос. Новоширокинский) — селище у складі Газімуро-Заводського району Забайкальського краю, Росія. Адміністративний центр Новоширокинського сільського поселення.

## Населення
Населення — 961 особа (2010; 698 у 2002).
Національний склад (станом на 2002 рік):
- росіяни — 99 %